# Décima Enmienda a la Constitución de los Estados Unidos
La Décima Enmienda a la Constitución de los Estados Unidos (o Enmienda X), es parte de la declaración de derechos que fue ratificada el 15 de diciembre de 1791. La décima enmienda de la constitución dice que ‘Los poderes que la Constitución no delega a los Estados Unidos ni prohíbe a los Estados, quedan reservados a los Estados respectivamente o al pueblo.”.

## Texto
"Los poderes que la Constitución no delega a los Estados Unidos ni prohíbe a los Estados, quedan reservados a los Estados respectivamente o al pueblo".

## Historia y jurisprudencia
La décima enmienda es similar a una primitiva provisión de los Artículos de la Confederación. “Cada estado retiene su soberanía, libertad, e independencia, y cada poder, jurisdicción, y derecho, que no esté expresamente delegado por la confederación a los Estados Unidos en una asamblea del Congreso” después de que la constitución fuera ratificada, algunos quisieron adicionar una similar enmienda limitando los poderes al gobierno federal el cual podría denegar facultades implícitas", de todas formas la palabra expresamente no apareció en la ratificación de la Décima Enmienda y, por tanto, la Décima Enmienda no modificar la cláusula necesaria y adecuada. 
La décima enmienda, que está hecha explícitamente con la idea de que el gobierno federal está limitado solo a los poderes permitidos en la constitución es generalmente visto como algo evidente, en el caso judicial de “Estados Unidos Contra Sprague” en 1931 la suprema corte apuntó que la enmienda “no añada nada a la constitución como originalmente se ratificó”.
De cuando en cuando estados y gobiernos locales han intentado afirmar una extensión de varias regulaciones federales, especialmente en aéreas laborales y de medio ambiente, usando la Décima Enmienda como una de sus bases para el reclamo. Otra cita del caso judicial “Estados Unidos Contra Darby” 312, U.S. 100, 124 (1941) se lee los siguientes.
La enmienda establece una perogrullada, en la cual todo se mantiene como si no se hubiera entregado. No hay nada en la historia de su declaración que sugiera que es más que una declaratoria de la relación entre el gobierno nacional y el gobierno estatal esta había sido establecida por la constitución antes de la enmienda así que su finalidad no era otra que la de disipar los temores de que el nuevo gobierno nacional pudiera tratar de ejercer las competencias que no le son concedidas, y que los estados no pudieran estar disponibles a ejercer plenamente sus facultades reservadas.....

## Interpretación
Las interpretaciones para la enmienda pueden ser divididas en dos campos.  La primera Argumentada por el Centro de la Décima Enmienda, los partidos Libertarios y Constitucionalistas y algunos Republicanos incluyendo Ron Paul, Dan Itse y Jeff Flake, son de la idea de que la Constitución no le provee a los Estados Unidos ningún poder que no sea expresamente mencionado. Este argumento ha sido usado para las bases de algunos casos judiciales como es el de “Gonzales Contra Raich” y para argumento a favor de repeler un gran número de Leyes Federales,  la abolición de la Reserva Federal, el recorte del gasto federal en un 50% o más. Así como también la enmienda fue necesaria para la abolición de la esclavitud y la prohibición del alcohol. Sin la mencionada enmienda los congresistas no hubiesen tenido autoridad para hacer estas cosas. En 1996 durante su campaña presidencial el Nominado Republicano Bob Dole hizo repetidas referencia en su determinación de revitalizar la Décima enmienda.
La opinión contraria es que la constitución garantiza al congreso la autoridad de hacer más o menos cualquier cosa que no esté explícitamente prohibida por las primeras ocho enmiendas .es

## Participación forzada

La Carta de Derechos en los Archivos Nacionales de Estados Unidos.

La Suprema Corte raramente declara leyes inconstitucionales por violar la décima enmienda. En la era moderna, la corte solo lo ha hecho cuando el gobierno federal obliga a los estados a cumplir leyes federales. En 1992, en el caso “Nueva York contra los Estados Unidos”, 505 U.S. 144 (1992), por segunda vez en solo 55 años la Suprema Corte invalidó una porción de una ley federal que violaba la Décima Enmienda.
El caso retaba una porción del Acta de Enmiendas de las Políticas de Baja Actividad de Basura Radiactiva en 1985. El acta proveía tres incentivos para cumplir con las obligaciones legales de proporcionar la eliminación de residuos radioactivos de baja actividad. Los primeros dos incentivos eran monetarios. El tercero, que fue el cual estaba siendo retado obligaba a los estados a tomar el título de las basura que estuvieran en sus fronteras y que no se hubieran eliminado antes de enero de 1996, de esta manera cada estado se hacía responsable de todos los daños directamente relacionados con la basura. La corte en una decisión de 6 a 3, determinó que la ley violaba la Décima Enmienda,  la Juez Sandra Day O’conor escribió que el gobierno federal puede aupar a los estados a adoptar ciertas regulaciones para el gasto de sus poder adquisitivo, o del poder comercial, sin embargo , el congreso no puede directamente obligar a los estados a hacer cumplir los reglamentos federales. En 1997, la Corte de nuevo determinó que la Brady Handgun Violence Prevention Act  Acta Brady de Prevención de la Violencia violó le Décima enmienda. El acta requiere que los oficiales locales y estatales lleven a cabo verificación de las personas que están tratando de compara armas. El juez de la Suprema Corte Antonin Scalia, escribió representando a la mejoría que voto en el caso New York Contra Estados Unidos para demostrar que la ley violaba la Décima Enmienda. Que el acta era inconstitucional.

## Cláusula comercial
De acuerdo a la Décima Enmienda, el gobierno de los Estados Unidos tiene el poder para regular solo las materias delegadas a ellos por la constitución. Otros poderes están reservados para el Estado o para la gente (incluso los estados no pueden regir sobre algunos de ellos). Las cláusulas de comercio son artículos y atribuciones específicamente delegadas al congreso y por tanto su interpretación es muy importante para determinar el alcance del poder del Gobierno Federal.
En el Siglo XX, complejos cambios económicos después de la Gran depresión apuntaron a una revaluación tanto del congreso como de la suprema corte del uso del poder de las cláusulas de comercio para mantener fuerte la economía nacional.